# Fusidinsäure
Fusidinsäure ist ein bakteriostatisch wirksames Antibiotikum. In der Bakterienzelle bindet sie an einen Elongationsfaktor EF-G und verhindert dadurch die Proteinbiosynthese am bakteriellen Ribosom.
Chemisch handelt es sich um eine tetracyclische Triterpensäure mit einem 29-Nordammaran-Grundgerüst (Fusidan), die aus dem Pilz Fusidium coccineum gewonnen wird. Arzneilich eingesetzt wird neben Fusidinsäurehemihydrat auch das Natriumsalz der Fusidinsäure, Natriumfusidat.

## Anwendung
Fusidinsäure wird hauptsächlich gegen Infektionen der Augen und der Haut durch Staphylokokken lokal eingesetzt, ist aber auch bei Einnahme oder als Infusion systemisch wirksam.
Fusidinsäure wirkt außer auf Staphylokokken auch auf Neisserien, Clostridien und Corynebakterien. Fusidinsäure wirkt nicht gegen die meisten gramnegativen Bakterien.
Fusidinsäure gelangt auch gut in Knochen und Gelenke; sie wird in der Leber verstoffwechselt und über die Galle ausgeschieden.

## Handelsnamen
Monopräparate

Fucidin (A, CH, CZ), Fucidine (D), Fucithalmic (D, A, CH), Fusicutan (D)
Kombinationspräparate

Fucicort (D, CH), Fucidin H (CH)